# Michail Michailowitsch Schulz

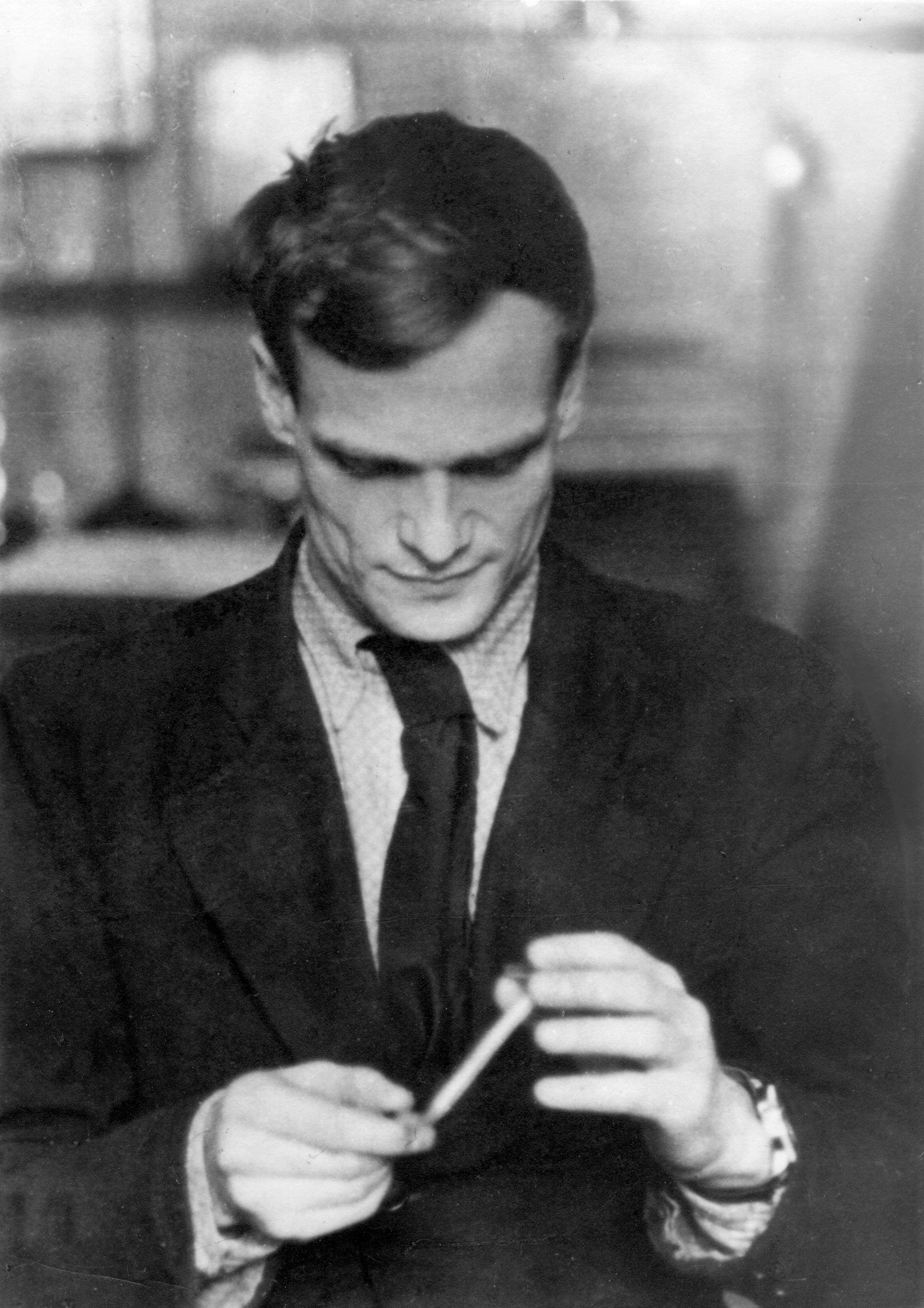
Michail Michailowitsch Schulz mit Glaselektrode (1951)

Michail Michailowitsch Schulz (russisch Михаил Михайлович Шульц; * 1. Juli 1919 in Petrograd; † 9. Oktober 2006 in St. Petersburg) war ein russischer Physikochemiker und Hochschullehrer.

## Leben
Schulz war der Sohn des Marineoffiziers Michail Alexandrowitsch Schulz (1896–1954), der während des Russischen Bürgerkrieges ab 1920 in der Schwarzmeerflotte diente, 1925 zu 10 Jahren Arbeitslagerhaft auf den Solowezki-Inseln verurteilt wurde, 1937 als Aktivist des Baus des Moskau-Wolga-Kanals freikam und 1991 rehabilitiert wurde, und seiner Frau Jelena Sergejewna geborene Barssukowa, die bei Nicholas Roerich und Alfred Rudolfowitsch Eberling studiert hatte. Der Großvater war der Gouvernements-Probierer, Pantheist und Faunist Alexander Iwanowitsch Schulz (1870–1935), dessen erste Frau Jekaterina Latschinowa war, die Tochter des Physikers Dmitri Alexandrowitsch Latschinow. Der Urgroßvater Iwan Alexandrowitsch Schulz (1843–1912) war Oberst und stimmberechtigtes Mitglied der St. Petersburger Stadtduma. Der Ururgroßvater Alexander Iwanowitsch Schulz (1809–1852) war Mitarbeiter des Historikers und Archäologen Alexander Leontjewitsch Maier. Der deutsche Vorfahr Anton Schulz bzw. Schultz war Bildhauer und Medaillist in Kopenhagen und kam auf Einladung Peters I. nach St. Petersburg. Schulz war der Neffe des Künstlers und Philosophen Lew Alexandrowitsch Schulz und Halbneffe des Bildhauers Gawriil Alexandrowitsch Schulz.
Nach der Verurteilung seines Vaters lebte Schulz als Sohn eines Klassenfeindes mit seiner Mutter und seiner Schwester zunächst in Porchow und dann in Staraja Russa, wo er 1937 die Mittelschule mit Auszeichnung abschloss. Er konnte nun nach Leningrad zurückkehren, so dass er das Studium an der Chemie-Fakultät der Universität Leningrad (LGU) begann. Daneben war er entsprechend seiner künstlerischen Begabung Berater und außerplanmäßiger Mitarbeiter des Russischen Museums. 1938 trat er in die Allrussische Mendelejew-Gesellschaft für Chemie ein.
1941 nach Beginn des Deutsch-Sowjetischen Krieges ging er als Freiwilliger zur Roten Armee und wurde als Nadporutschik Chef eines Chemiedienst-Bataillons. An der Front lernte er die Telegrafistin und spätere Lehrerin Nina Dmitrijewna Paromowa kennen, die seine Frau wurde. 1944 wurde er Kandidat der KPdSU und 1946 Mitglied. Zur Kommunistischen Partei der Russischen Föderation gehörte er nicht mehr.
1947 schloss Schulz das Studium an der LGU mit Auszeichnung ab und war dann Aspirant bei Boris Petrowitsch Nikolski. Mit seiner Dissertation über die Untersuchung der Funktion des Natriums in Glaselektroden wurde er 1951 zum Kandidaten der chemischen Wissenschaften promoviert. 1953 wurde er Dozent am Lehrstuhl für Physikalische Chemie der LGU. Er führte thermodynamische Untersuchungen heterogener Systeme zusammen mit seinem zweiten Lehrer Alexei Wassiljewitsch Storonkin durch, der den Lehrstuhl für Theorie der Lösungen gegründet hatte. 1956 wurde Schulz Leiter des Laboratoriums für Elektrochemie des Glases des Chemie-Forschungsinstituts der LGU (bis 1972). 1965 wurde er mit seiner Dissertation über die Elektrodeneignung der Gläser zum Doktor der chemischen Wissenschaften promoviert und zum Professor ernannt. 1967 wurde er Dekan der Chemie-Fakultät der LGU.

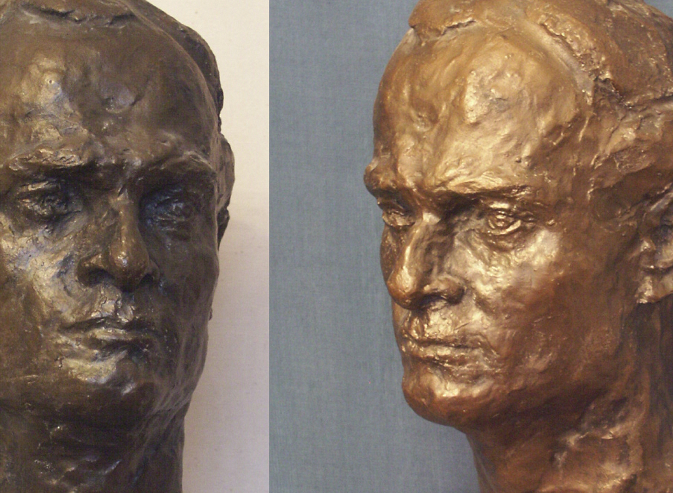
Michail Michailowitsch Schulz (Gawriil Alexandrowitsch Schulz, 1969)

Schulz orientierte sich an den Arbeiten von Dmitri Iwanowitsch Mendelejew, Jewgeni Wladislawowitsch Biron, Iwan Fjodorowitsch Ponomarjow, Nikolai Semjonowitsch Kurnakow und Gustav Tammann. Er übersetzte Henry Le Chateliers La silice et les silicates, mit dem er in Kontakt stand. Schulz war der Autor grundlegender Arbeiten im Bereich der theoretischen Thermodynamik, der Thermodynamik der heterogenen Systeme, der Chemie und Elektrochemie der Gläser und Membranen, der Theorie der Ionenaustauscher und der Phasengleichgewichte in vielkomponentigen Systemen und der Theorie der Glaselektroden. Seinen Namen tragen mehr als 650 Veröffentlichungen, und seine Erfindungen führten zu pH-Metern und Ionometern und vielen Anwendungen in allen Bereichen der Wissenschaft und Technik einschließlich Medizin, Kernenergietechnik, Luftfahrt- und Raumfahrttechnik und Landwirtschaft. Er formulierte die allgemeinen Bedingungen für ein stabiles Gibbs-Gleichgewicht in heterogenen Systemen (1954). Für die Messung des chemischen Potentials einer Komponente entwickelte er mit Storonkin die Methode der dritten Komponente (Schulz-Storonkin-Methode). Er benutzte die Massenspektrometrie, EMK-Messungen und Kalorimetrie zur Untersuchung thermodynamischer Eigenschaften von Silikat-, Borat-, Germanat- und Phosphat-Schmelzen bei hohen Temperaturen.
1972 wurde Schulz Direktor des 1948 von Ilja Wassiljewitsch Grebenschtschikow zusammen mit Pjotr Petrowitsch Budnikow, Alexander Alexejewitsch Lebedew, Nikolai Nikolajewitsch Katschalow, Jewgeni Fjodorowitsch Gross und Iwan Fjodorowitsch Ponomarjow gegründeten Grebenschtschikow-Instituts für Silikatchemie der Akademie der Wissenschaften der UdSSR (AN-SSSR) (bis 1998 (ab 1991 Russische Akademie der Wissenschaften)) und Korrespondierendes Mitglied der AN-SSSR. Von 1975 bis 1990 war er Hauptherausgeber der Zeitschrift für Physik und Chemie des Glases. 1978 gehörte er mit Werner Vogel und Norbert Kreidl aus den USA zum Programmausschuss des 1. Internationalen Otto-Schott-Kolloquiums der Universität Jena zur Erinnerung an Ernst Abbe. Auch arbeitete Schulz mit Horst Scholze zusammen. 1979 wurde Schulz Wirkliches Mitglied der AN-SSSR. Schulz war weltweit anerkannt, so dass 1979 die Sowjetunion in die 1933 gegründete International Commission on Glass (ICG) aufgenommen wurde. 1989 war Schulz Präsident des 15th International Congress on Glass in Leningrad. 1990 wurde er Vorsitzender der Sektion für Physikalische und Kolloidchemie der Zentralverwaltung der Mendelejew-Gesellschaft für Chemie. 1995 wurde er Präsident der Russischen Keramischen Gesellschaft (bis 2002). Zu seinem 80. Geburtstag fand in St. Petersburg am 7.–9. September 1999 die internationale Konferenz über die Thermodynamik und die chemische Struktur der Schmelzen und Gläser statt.
Neben seiner wissenschaftlichen Arbeit war Schulz seit seiner Jugend immer auch als Künstler tätig.

## Ehrungen, Preise
- Medaille „Für die Verteidigung Leningrads“ (1943)
- Orden des Vaterländischen Krieges II. Klasse (1945, 1985)
- Medaille „Sieg über Deutschland“
- Universitätspreis (1954)
- Erster Universitätspreis (1956 mit den Koautoren) für die Theorie der Glaselektrode
- Orden des Roten Banners der Arbeit (1971, 1975)
- Staatspreis der UdSSR (1973, 1986)
- Leninorden (1979, 1991)
- XVI. Avicenna-Vorlesung (1981, Duschanbe)
- XXXIX. Mendelejew-Vorlesung (1983, LGU)
- Medaille „Veteran der Arbeit“ (1985)
- Held der sozialistischen Arbeit (1991)[4]
- Preis des internationalen Nauka-Verlages (1996, 2000)
- Ehrenprofessor des St. Petersburger Technololgie-Instituts (1998)
- Grebenschtschikow-Preis der Russischen Akademie der Wissenschaften (1999)
- Verdienter Ingenieur Russlands (2000)
- Mendelejew-Preis der Russischen Akademie der Wissenschaften (2003)
- Ehrenprofessor der Universität St. Petersburg (2005)

2001 dankte Putin Schulz für seinen Beitrag zur Entwicklung der nationalen Wissenschaft und die Ausbildung hochqualifizierten Personals.

## Werke

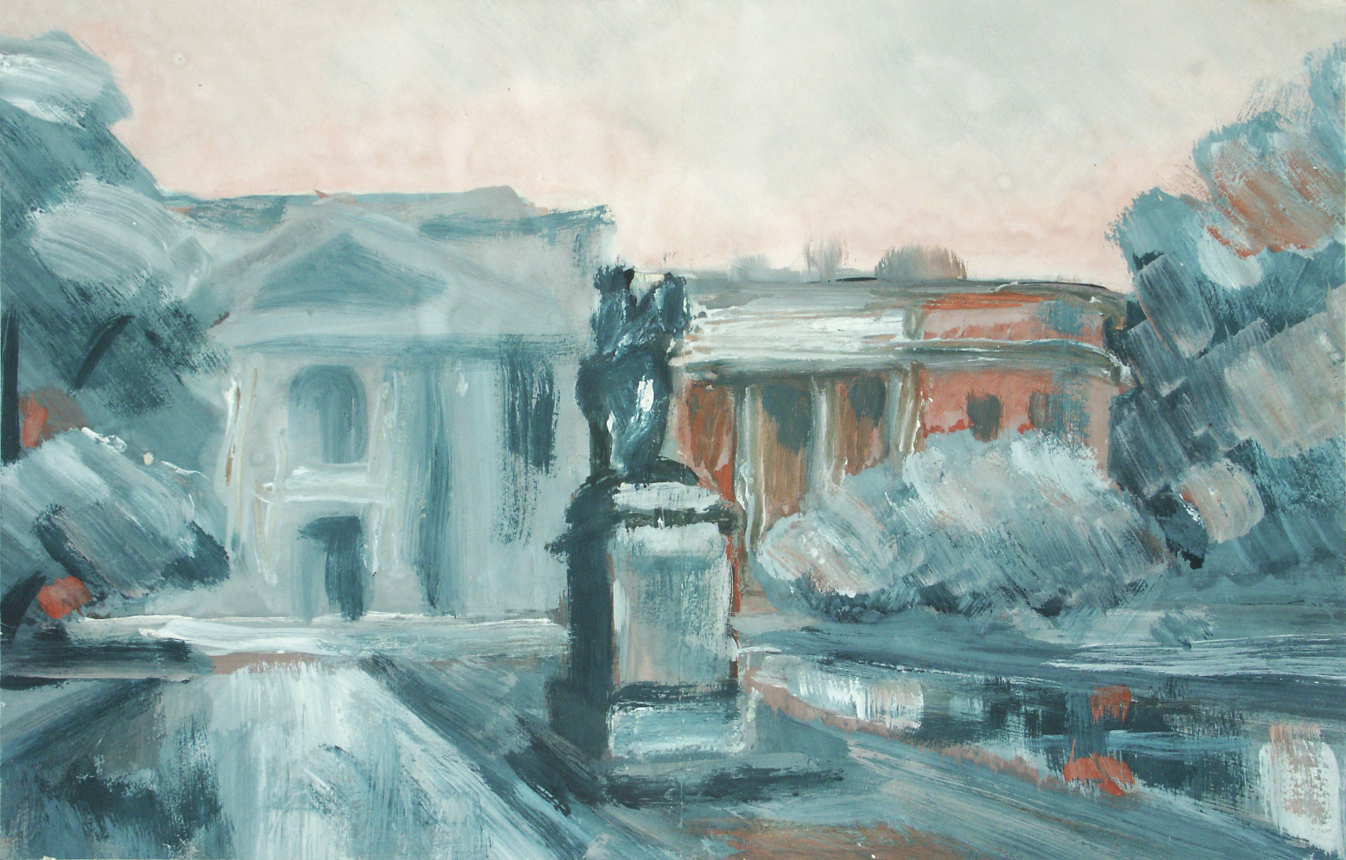
Ingenieurpalast (1960)
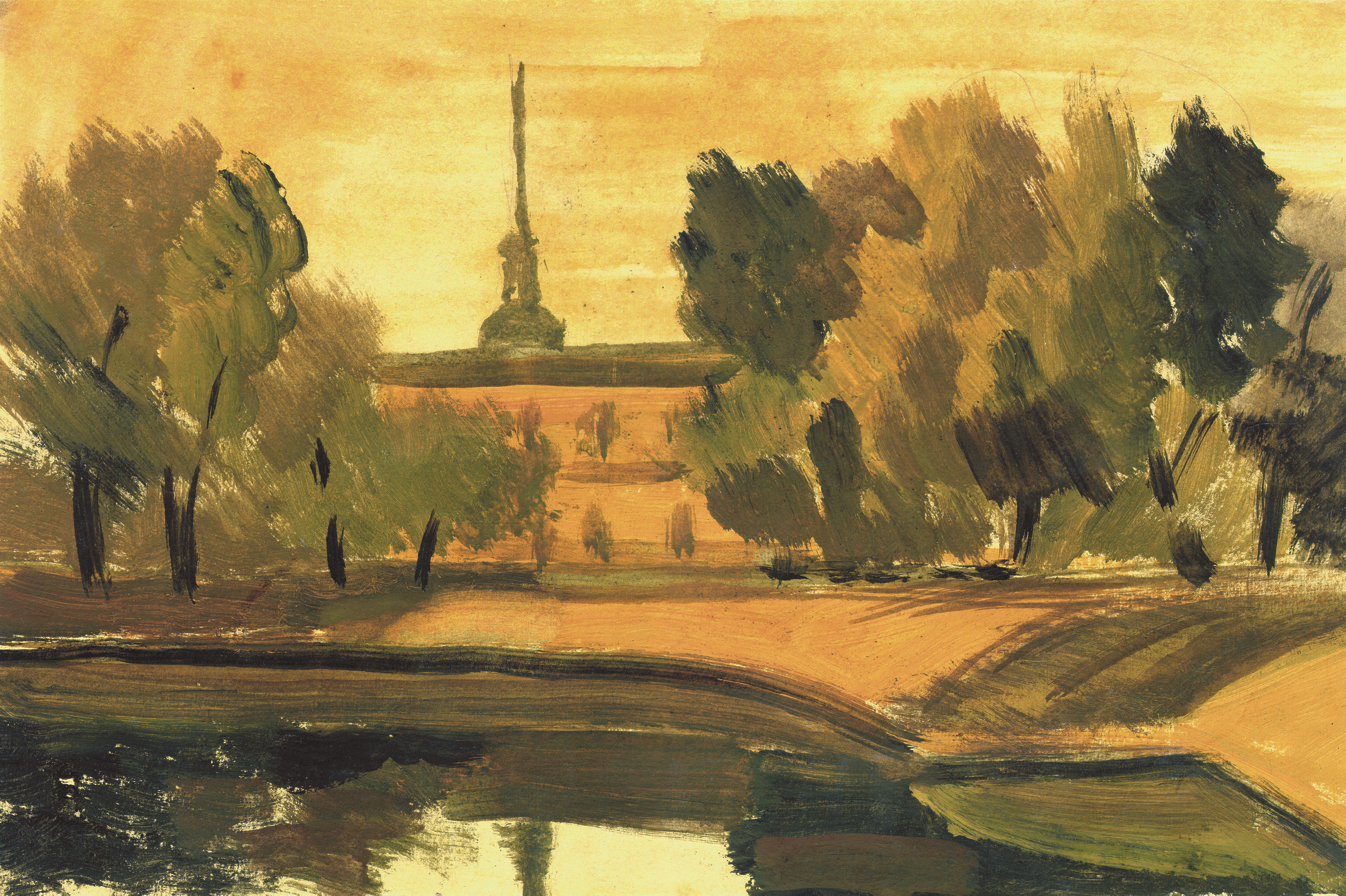
Ingenieurpalast II (1960)
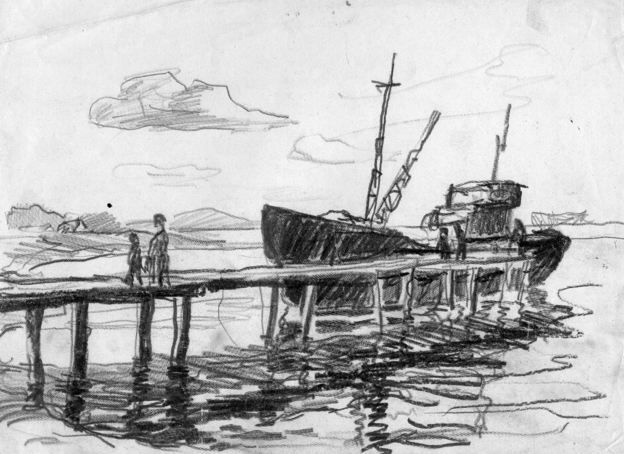
Anleger (1968)
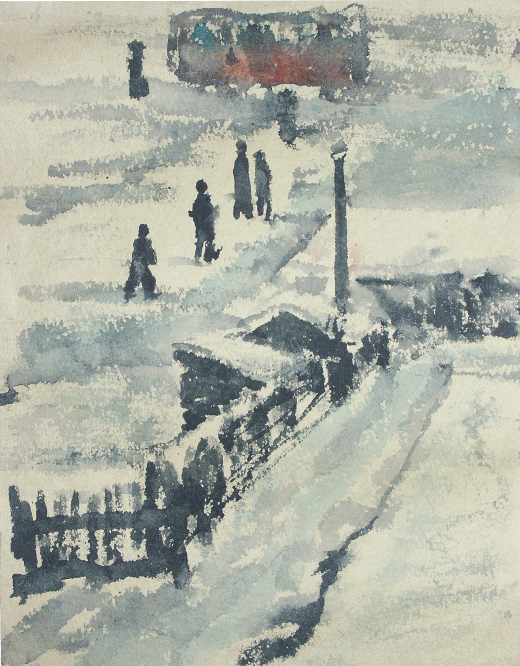
Bus-Stop 1 (1968)
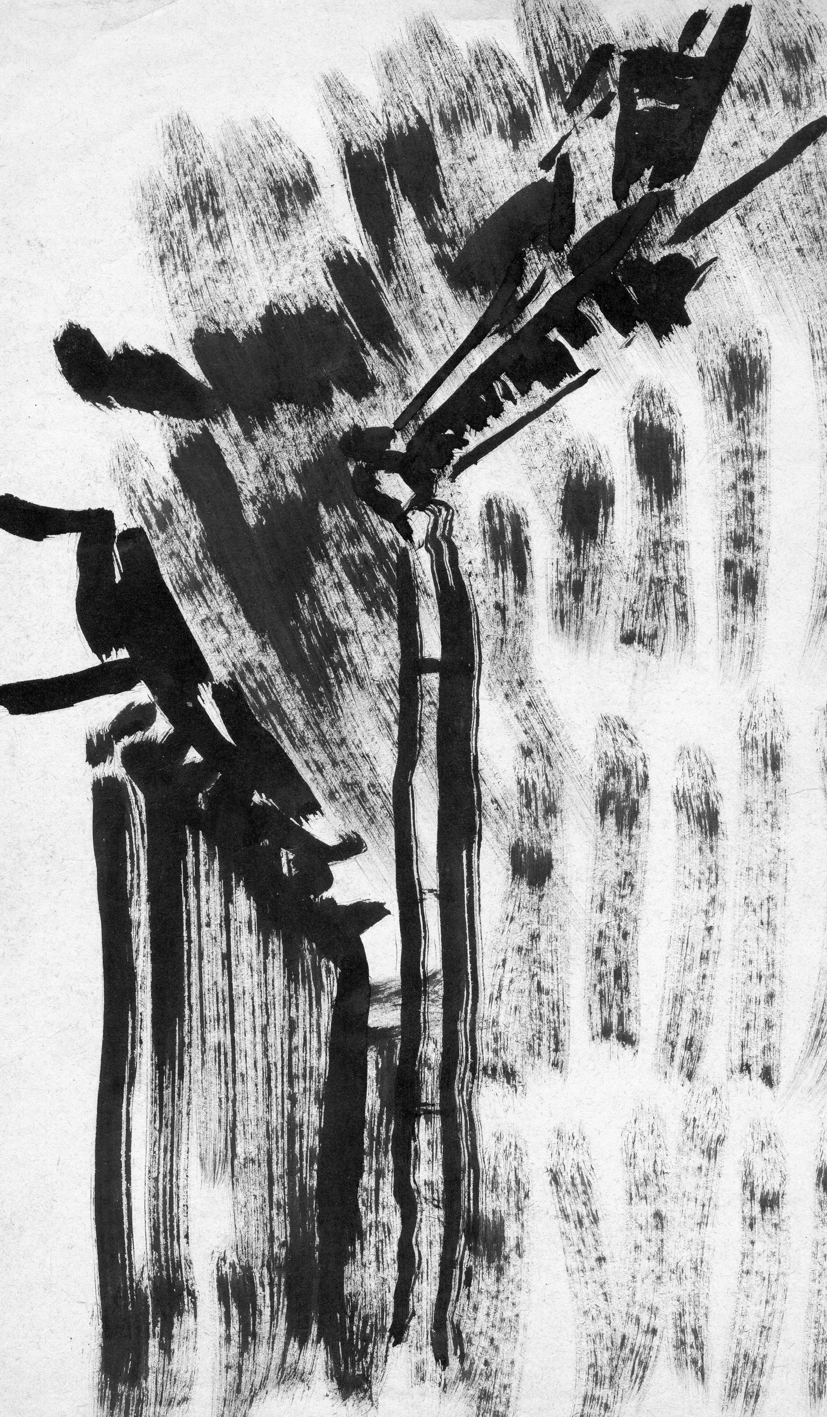
Gewitter auf der Wassiljewski-Insel (1969)
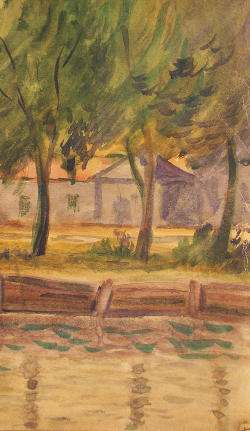
Abend in Klaipėda (1970)
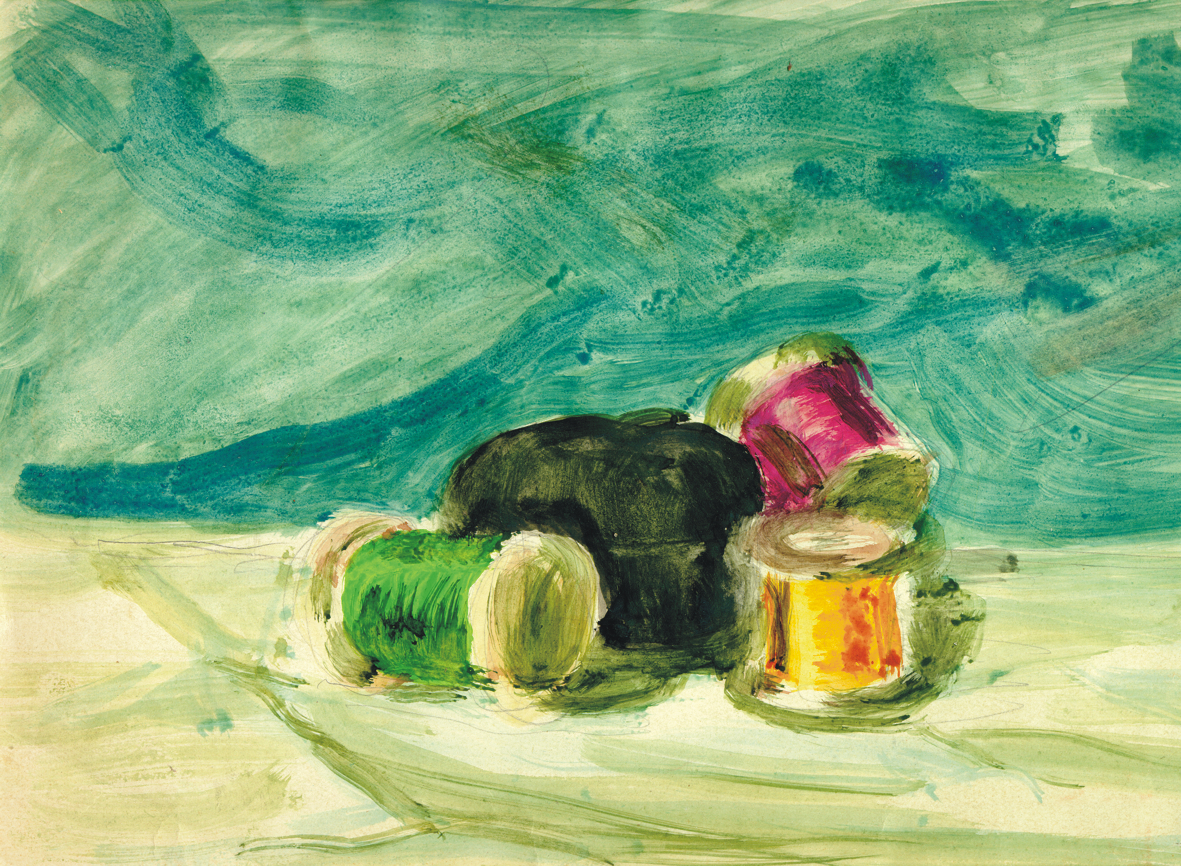
Spulen (1973)
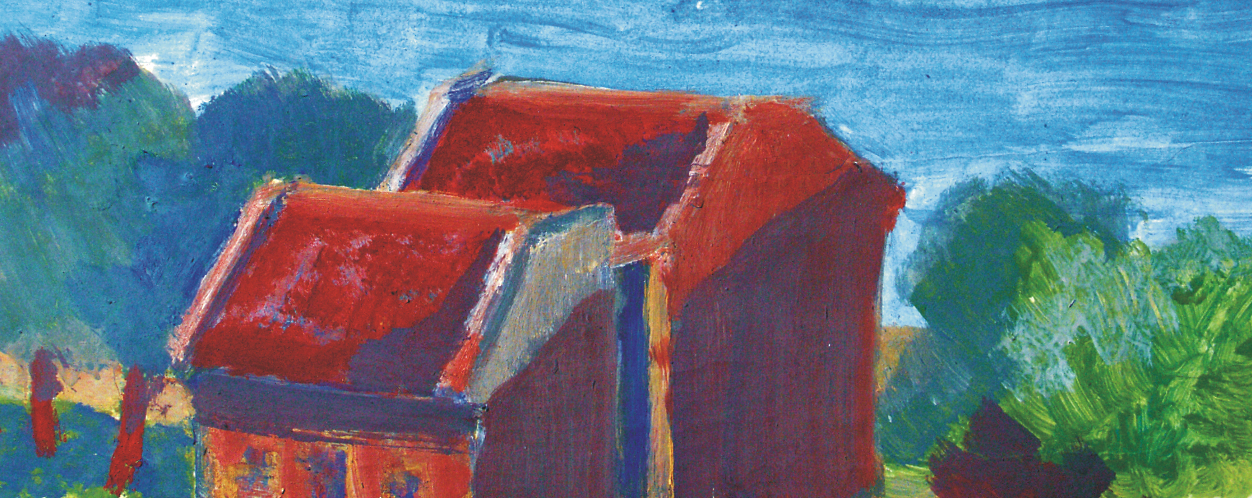
Himmel über der Seine (1975, Fragment)
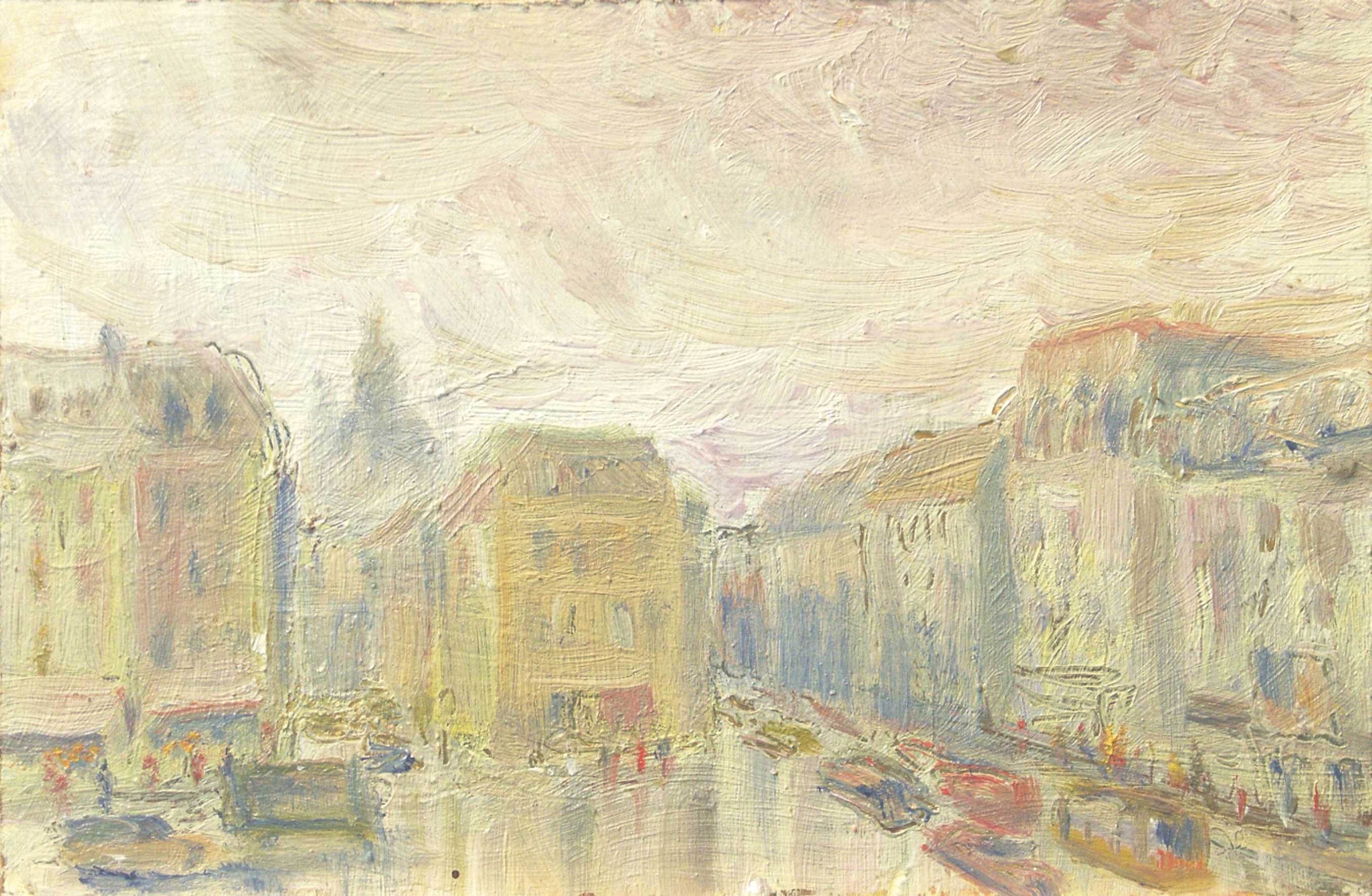
Paris im Dunst (1976)
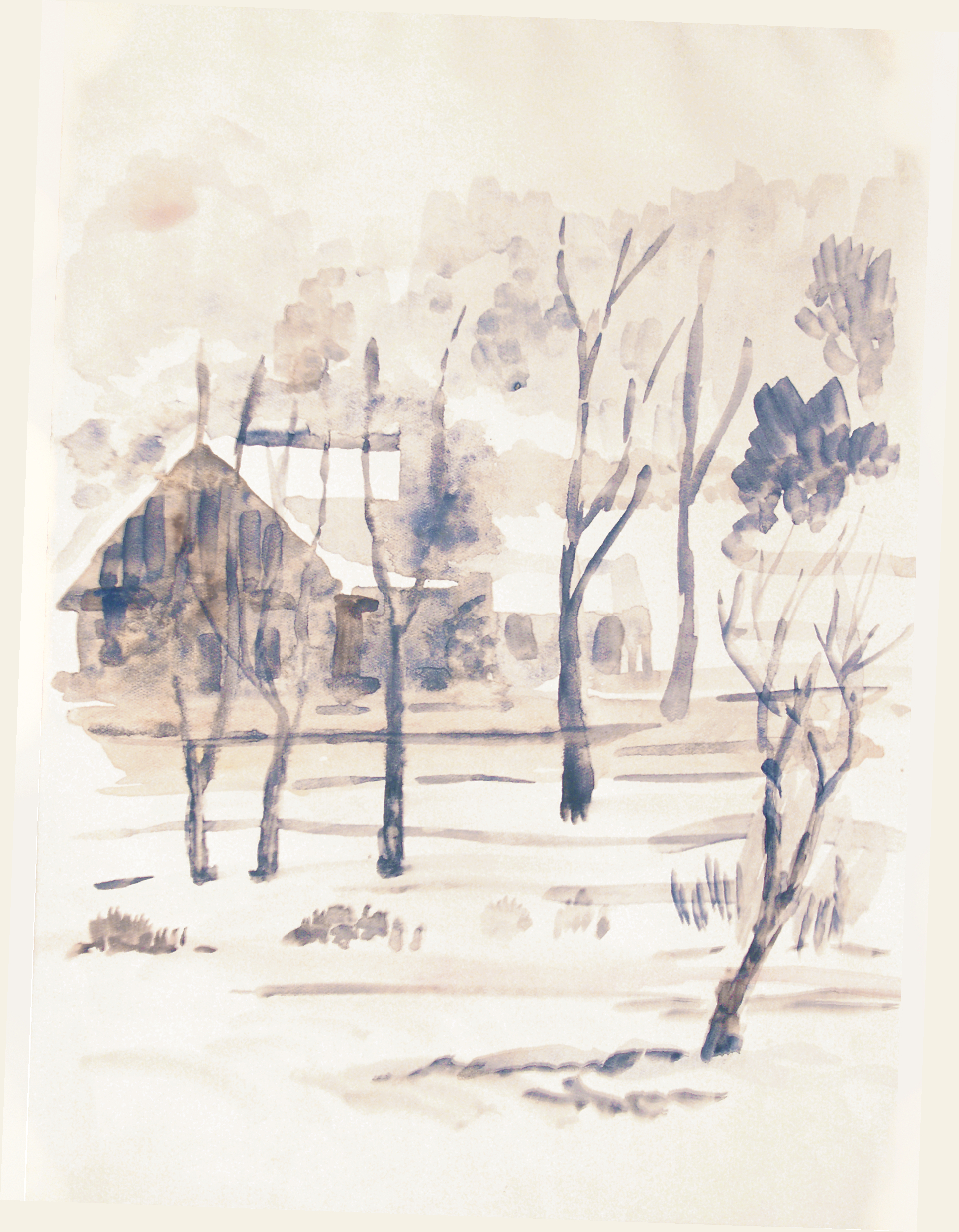
Tauwetter (1978)
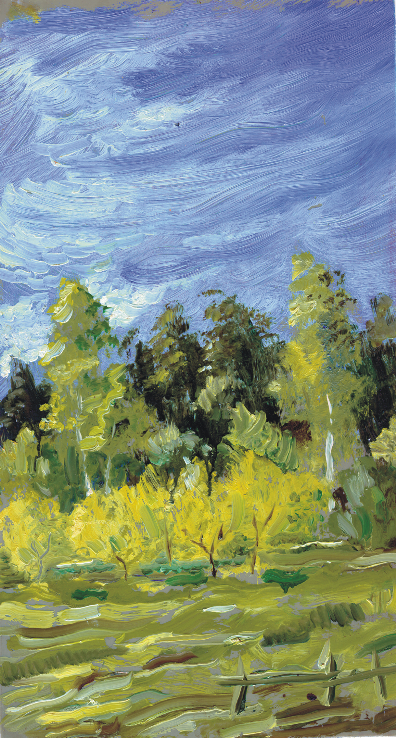
Wind (1987)
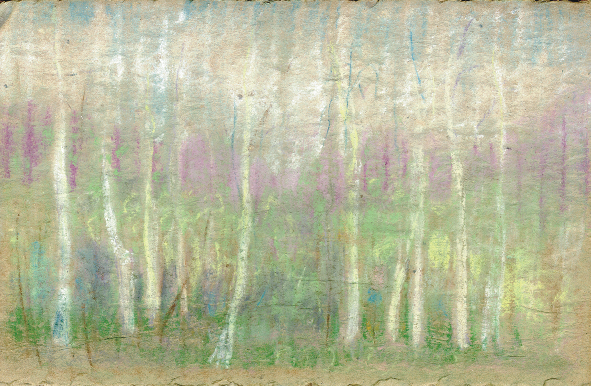
Herbsthain 2 (1995)